# 王学明 (1910年)
王學明主教（英語：Bishop Francis Wang Xue-ming，1910年10月4日—1997年2月10日）主教，圣名方济各，男，内蒙古达拉特旗人，前天主教绥远总教区总主教，第六、七届全国政协委员。

## 生平
1910年10月4日，王学明生于内蒙古达拉特旗王爱召镇小淖村，1935年7月28日晋升神父。
1951年8月19日，教廷任命王学明为绥远总教区总主教，接替退休的穆清海主教，同年10月7日接受祝圣。
1997年2月10日，王学明主教去世，终年86岁。